# Iglesia de San Pedro Apóstol (Langayo)
La iglesia de San Pedro Apóstol es una iglesia católica, dedicada a san Pedro Apóstol de la localidad de Langayo, en la provincia de Valladolid, comunidad autónoma de Castilla y León, España. Está situada en lo alto del cerro, dominando todo el pueblo. De estilo tardorrománico-protogótico del siglo XIII.

## Descripción
Se comenzó a edificar en el siglo XIII y se hicieron importantes reformas en el siglo XV. En su fachada meridional hay un pórtico de finales del siglo XV con un arco carpanel que engloba un arco de medio punto a cuyos costados hay dos ventanas apuntadas; todo ello con decoración de bolas. Una vez atravesado este gran arco se ve la puerta de ingreso a la iglesia con un arco apuntado del siglo XIII. Los canecillos del alero presentan figuras humanas, león, cocodrilo, cerdo, escudos, etc., todo muy deteriorado. En el lado oeste se alza la torre con tres cuerpos de altura y edificada en piedra.

### Interior
Consta de tres naves, tres tramos, coro alto a los pies y arco triunfal apuntado. La nave central tiene un tramo con bóveda de cañón apuntado y otro con bóveda de crucería. La capilla mayor también se cubre con bóveda de crucería estrellada que corresponde al siglo XV. La sacristía está edificada en el lado de la Epístola. La construyó el maestro Francisco del Río en 1575. Se cubre con bóveda de aristas adornada con yeserías. En el presbiterio está el retablo mayor, obra de la primera mitad del siglo XVII. Gracias al testimonio del libro de cuentas de esta iglesia  se ha podido saber que procede de la iglesia de Santa María de Peñafiel que se lo vendió en 1744. Tiene como remate la escultura de la asunción de la Virgen, de la escuela de Gregorio Fernández. En 1750 hubo que reformarlo.

Interior de la iglesia
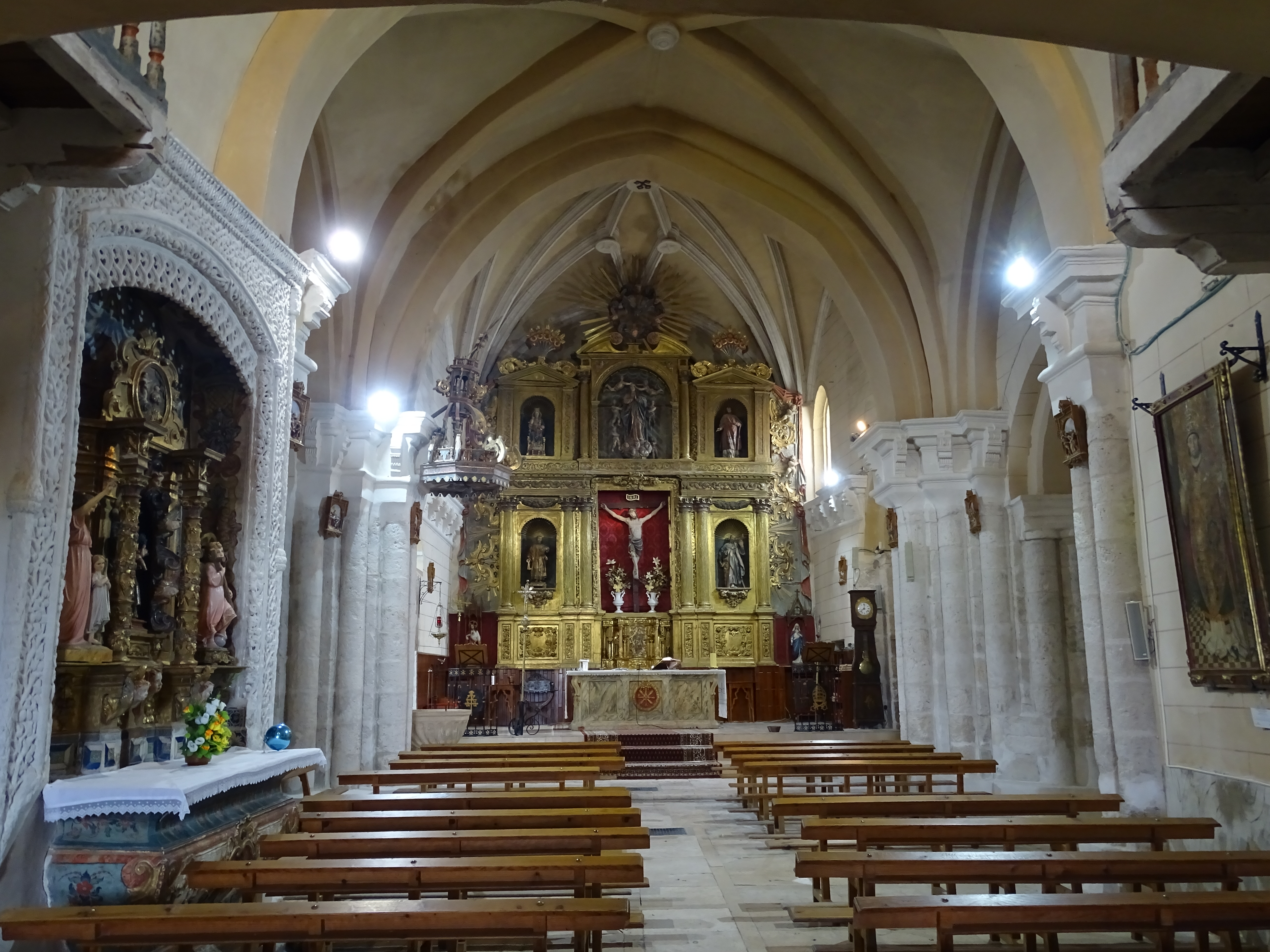
Interior de la iglesia. Al fondo el retablo mayor.
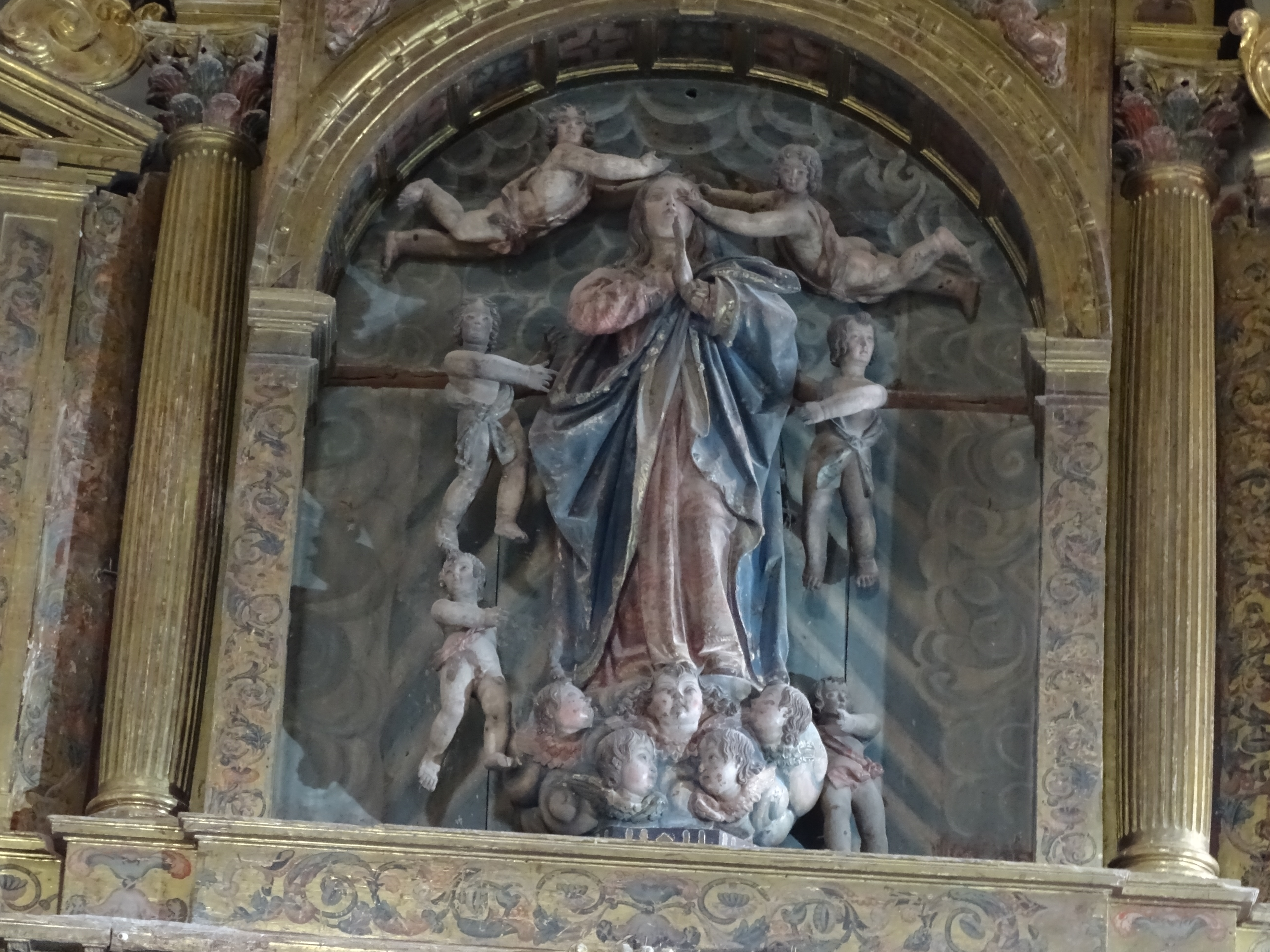
Detalle del retablo mayor. Escultura de la Asunción, influencia de Gregorio Fernández.
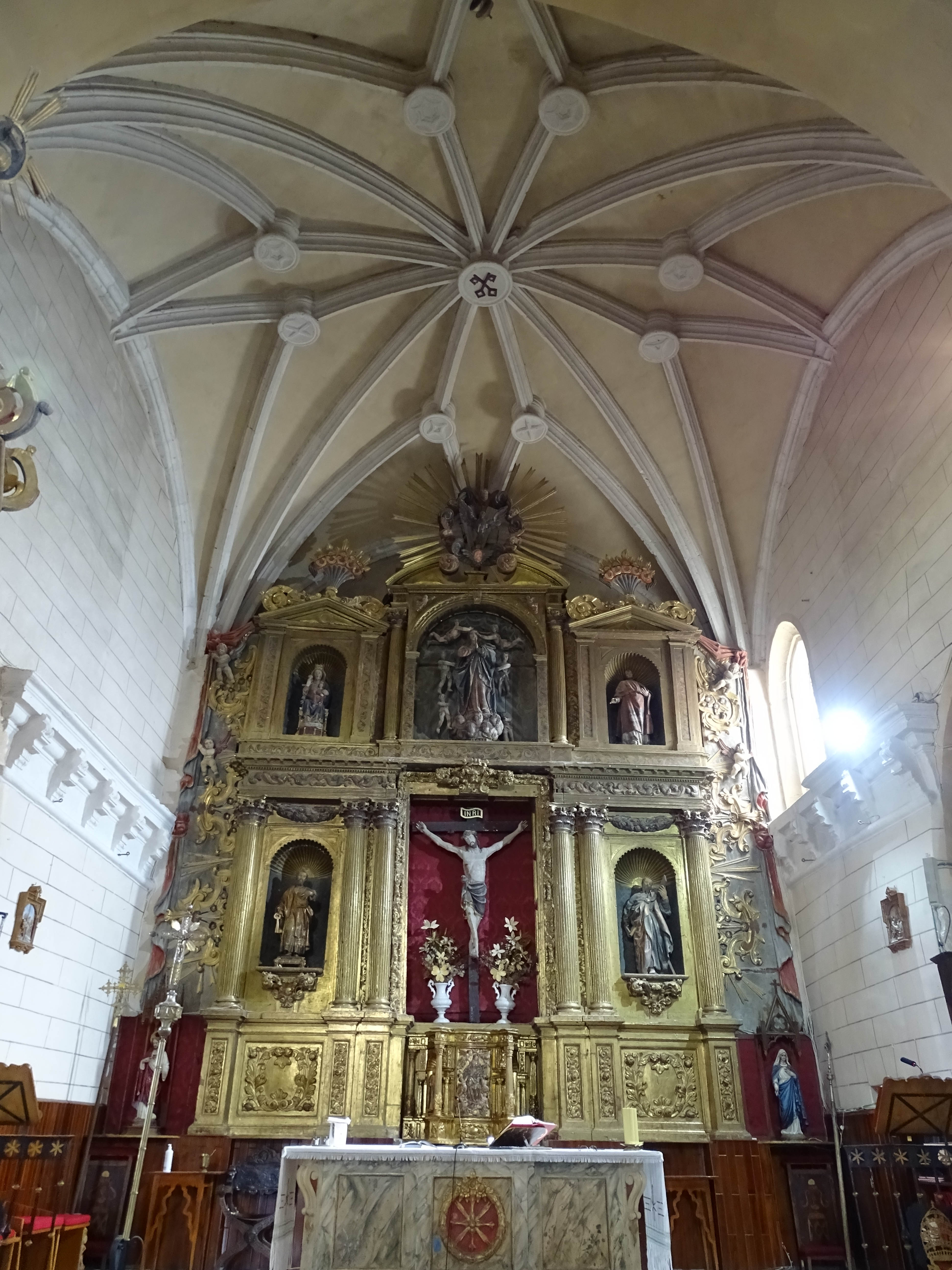
Ábside con bóveda de crucería apuntada del siglo XV.

### Nave de la Epístola

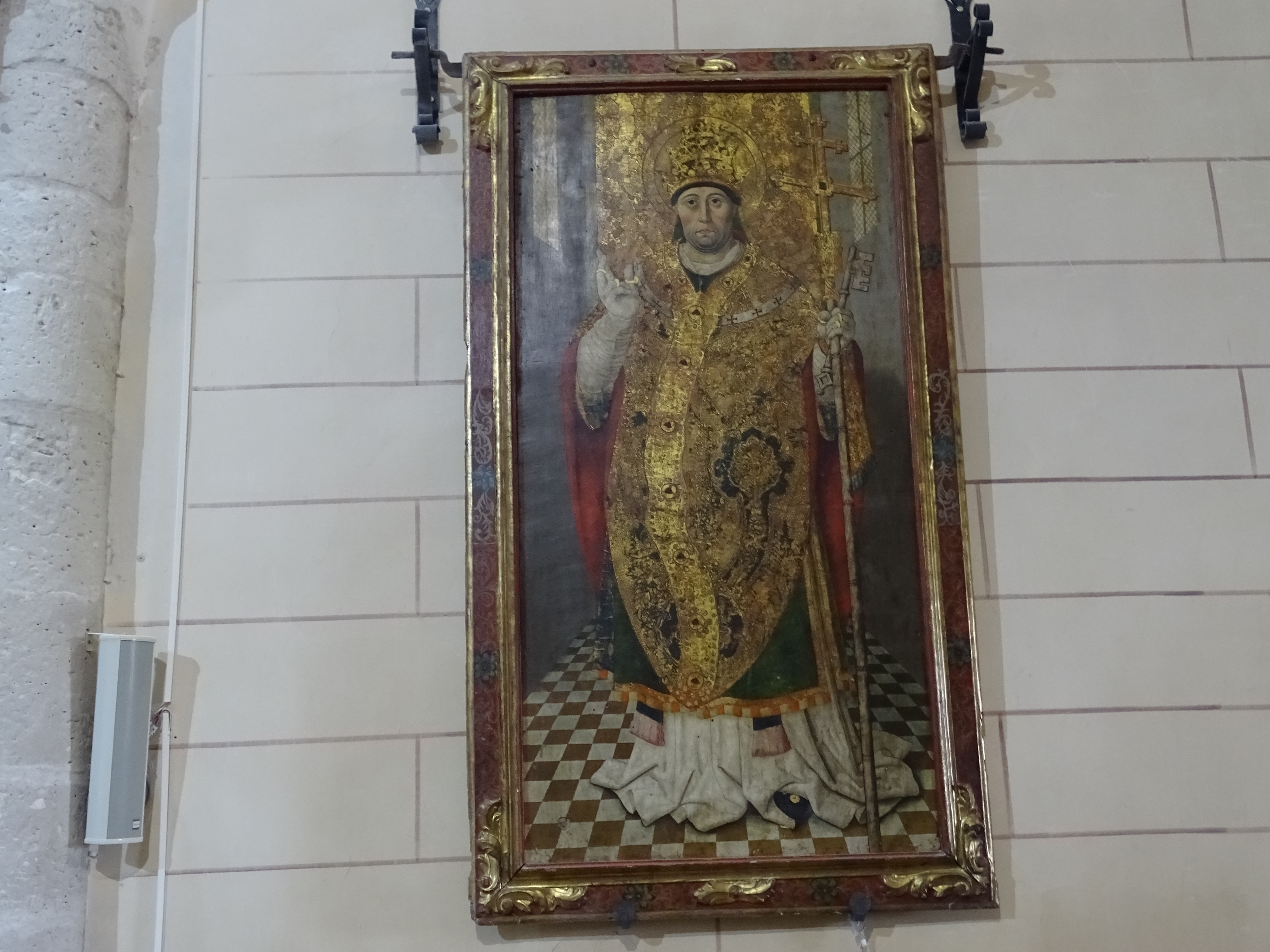
San Pedro papa, obra del maestro de Osma, principios del siglo XVI

Tiene un retablo barroco del siglo XVIII (1748), obra del maestro de Peñafiel el ensamblador Gregorio Portilla con una escultura de san Bernardo de 1749. Hay restos de azulejería de Hernando de Loaysa. En esta misma pared se halla el óleo sobre tabla que representa a san Pedro, obra del maestro de Osma.

### Nave del Evangelio
Se encuentra la pila bautismal y el púlpito despiezado pues solo queda en su sitio el tornavoz de 1755. La rejería de la tribuna está dividida en dos partes y colocada cada parte en el presbiterio en los lugares donde se lee el Evangelio y la Epístola. El púlpito fue realizado por el maestro herrero Andrés Pérez que en 1799 recibió 3 600 reales por su ejecución. En esta nave se encuentra también un lucillo sepulcral con yeserías de la época de Cisneros. En el zócalo se conserva todavía el trabajo de azulejería del maestro Hernando de Loaysa documentado en 1585; el maestro hizo varios trabajos en algunas iglesias pertenecientes a su diócesis encomendados por el obispo de Palencia Álavaro de Mendoza. En el hueco del lucillo se colocó un retablo del siglo XVIII con una imagen de san Antonio de la misma época.

Interior de la iglesia
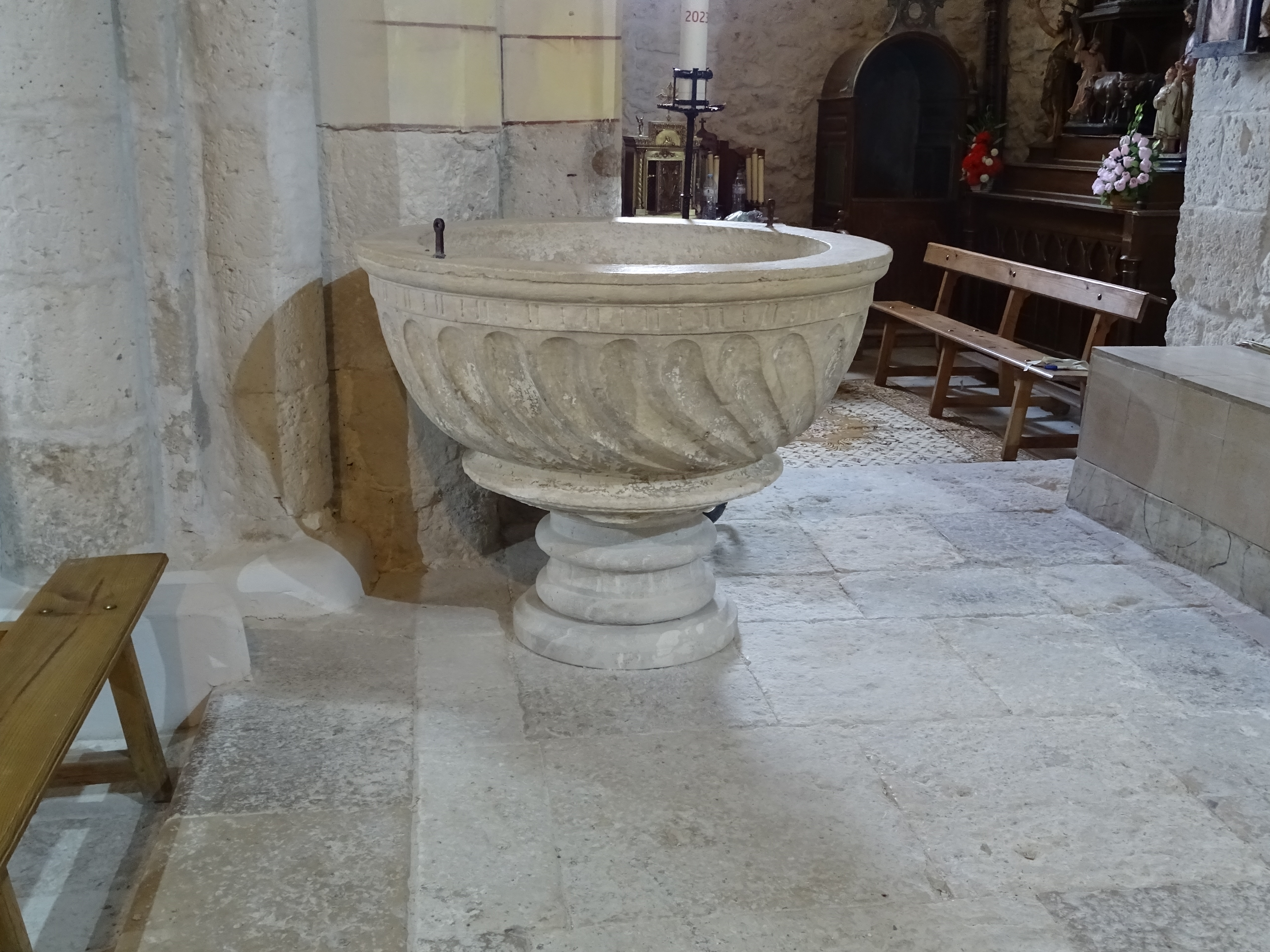
Pila bautismal del siglo XVIII
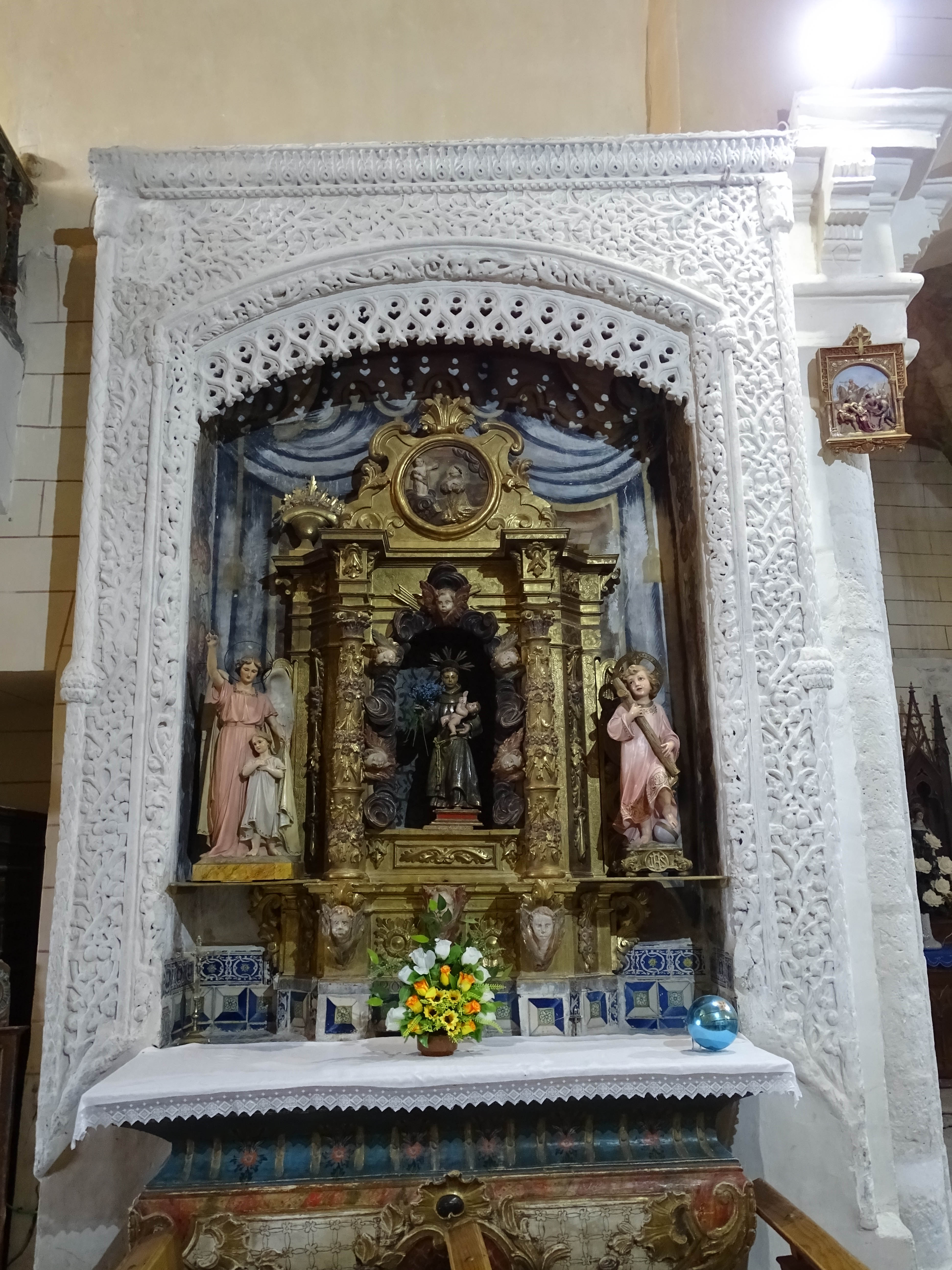
Yeserías de estilo Cisneros y  retablo del siglo XVIII
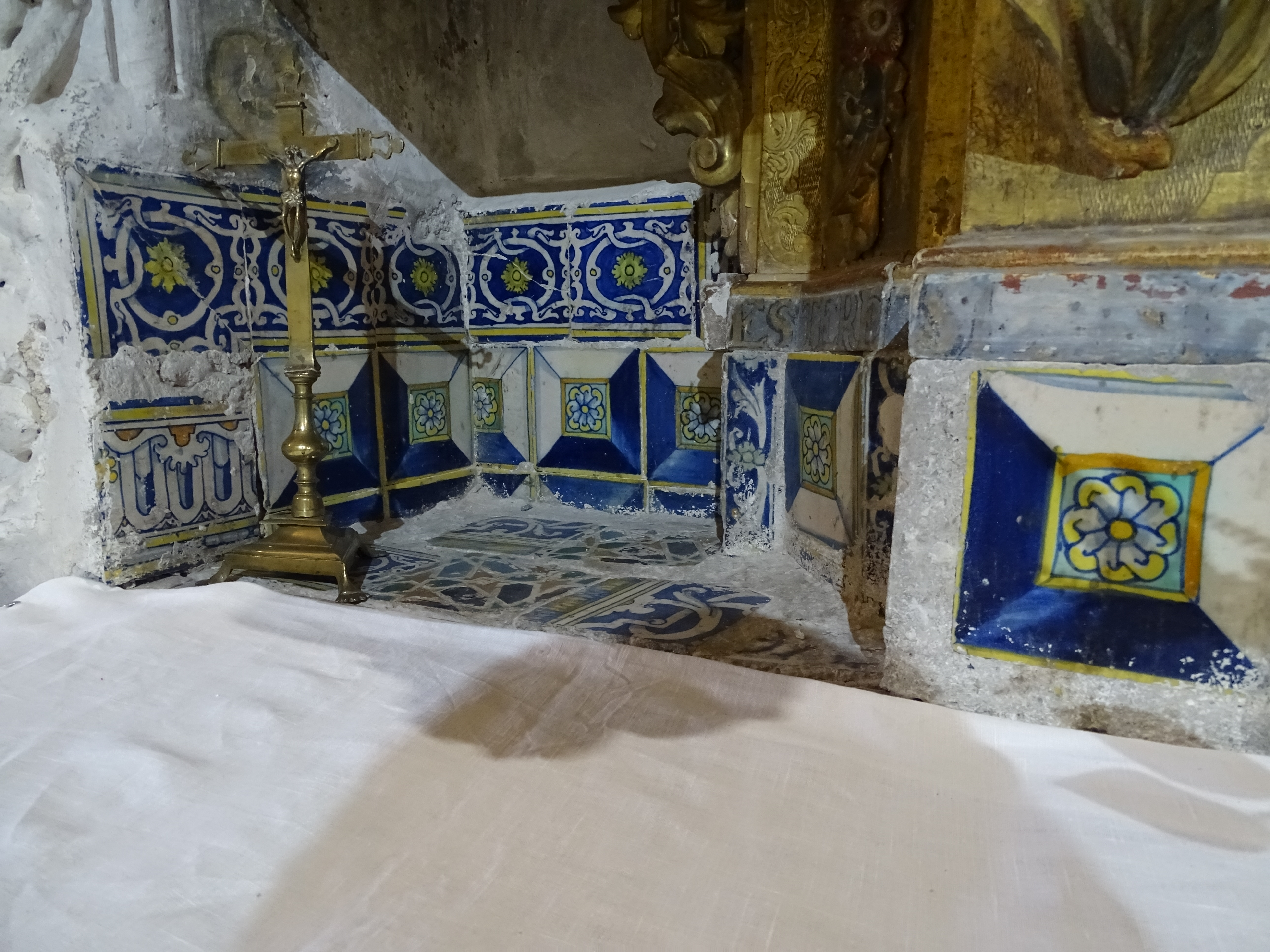
Restos de azulejería de Hernando de Loaysa.